# Gamja-ongsimi
Gamja-ongsimi (tiếng Hàn: 감자옹심이) là một biến thể của món sujebi trong ẩm thực Gangwon của bán đảo Triều Tiên. Cả bánh dumpling và súp khoai tây (hoặc khoai tây viên) đều có thể được gọi là gamja-ongsimi. Món juk (cháo) làm từ khoai tây viên được gọi là gamja-ongsimi-juk, và kal-guksu (súp mì) làm từ khoai tây viên được gọi là gamja-ongsimi-kal-guksu.

## Thư viện

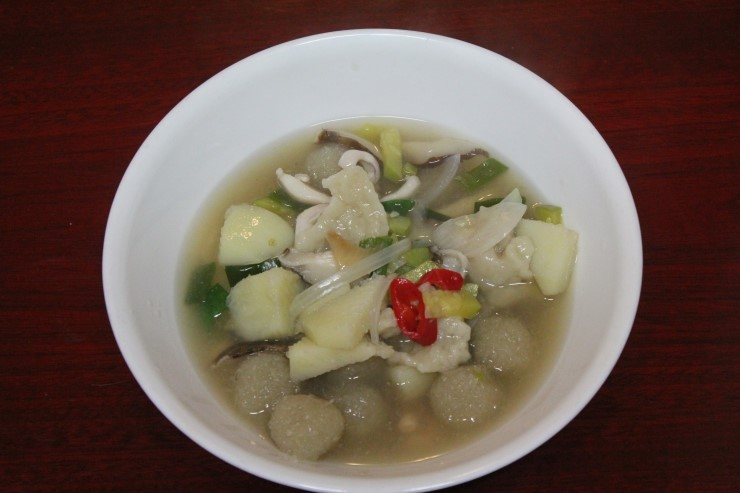
Gamja-ongsimi (súp dumpling khoai tây)
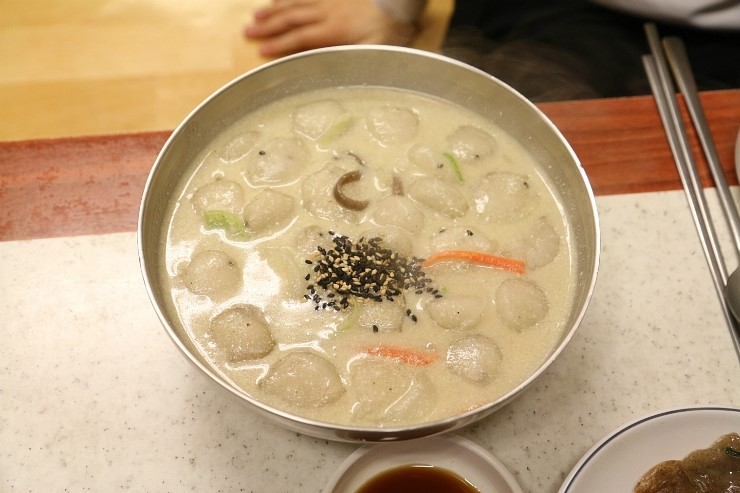
Deulkkae-gamja-ongsimi (súp dumpling khoai tây với nước dùng tía tô xanh)
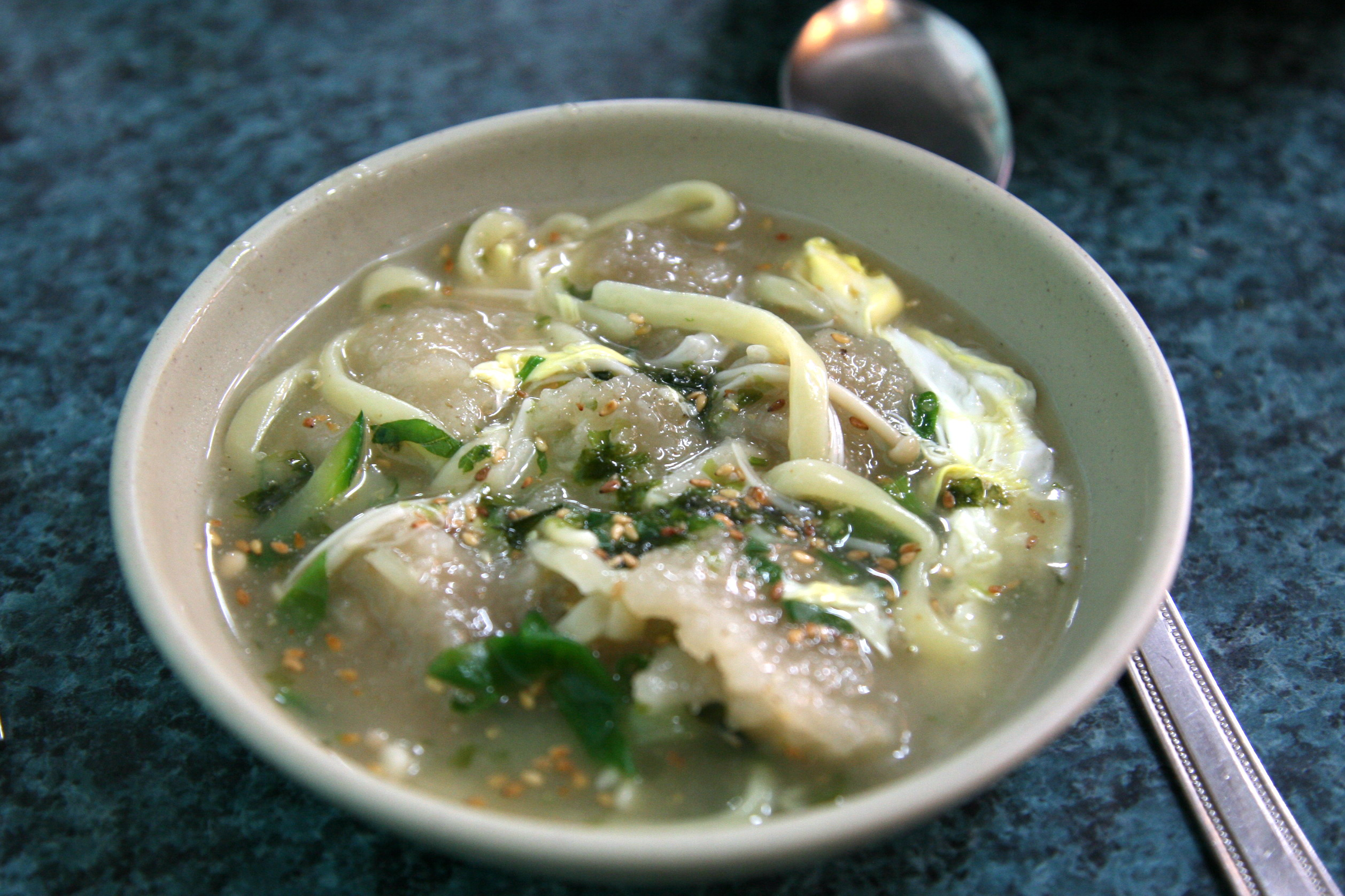
Gamja-ongsimi-kal-guksu (phở và dumpling khoai tây)
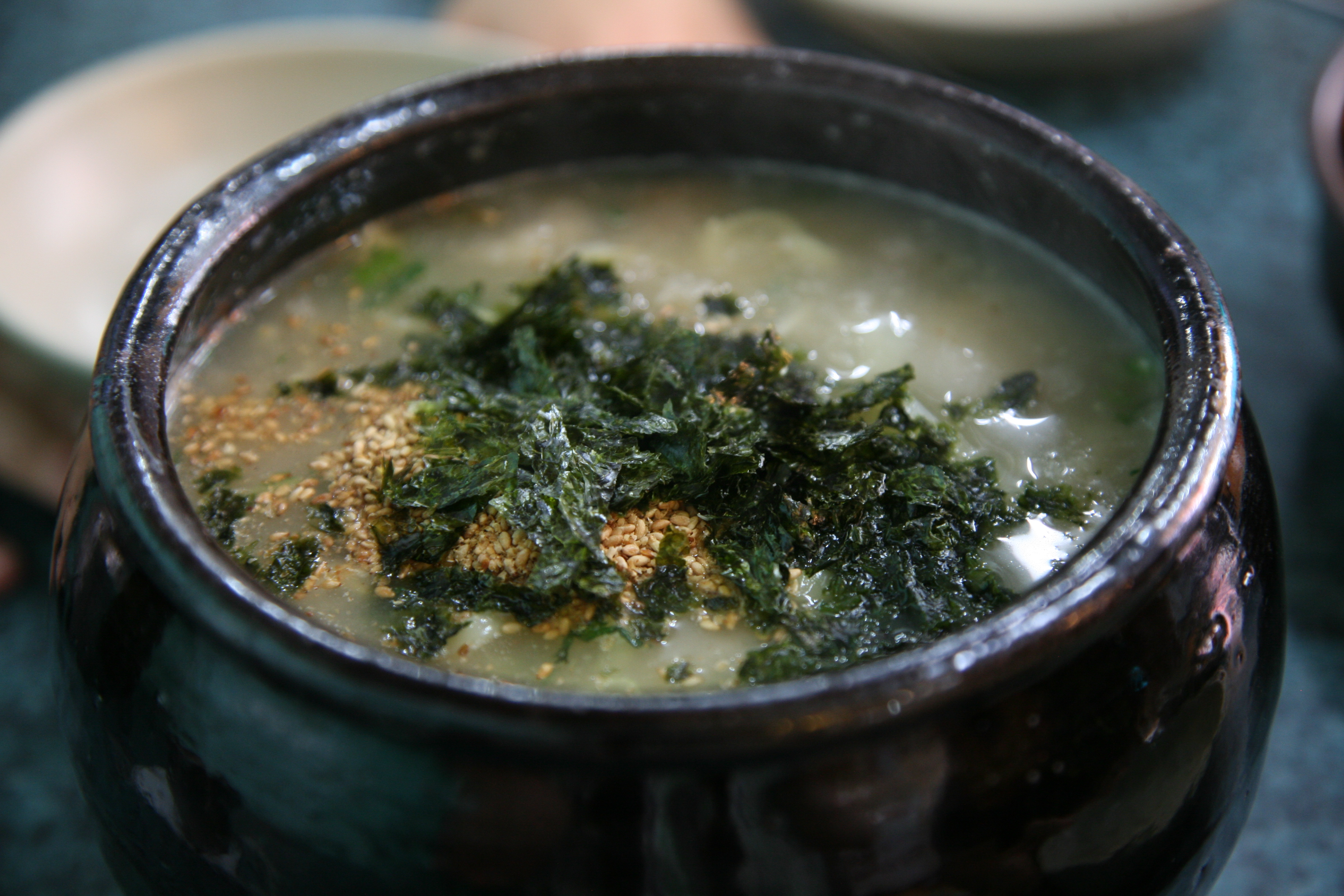
Gamja-ongsimiphủgim-garu (tảo biển) và hạt vừng nướng, phục vụ với ttukbaegi